# Metallea erinacea
Metallea erinacea är en tvåvingeart som beskrevs av Fang och Fan 1984. Metallea erinacea ingår i släktet Metallea och familjen Rhiniidae. Inga underarter finns listade i Catalogue of Life.